# Национальная академия медицинских наук Украины
Национальная акаде́мия медици́нских нау́к Украи́ны — одна из отраслевых государственных научных организаций Украины, научный центр, целью которого является координация фундаментальных исследований в области медицины. Была создана 24 февраля 1993 года.
К моменту распада СССР на территории Украины работало 19 членов АМН СССР.

## Состав и структура

### Структура управления
- Президент с 2016 г. — академик Цымбалюк, Виталий Иванович (с 1993 по 2011 г. — академик Возианов, Александр Фёдорович, с 2011 по 2015 г. — академик Сердюк, Андрей Михайлович)
  - Помощник президента
- Президиум
  - Вице-президент
    - Научный учёный совет с теоретических и профилактической медицины

  - Вице-президент
    - Научный совет с клинической медицины

  - Главный учёный секретарь — академик Михнёв Владимир Анатольевич
    - Помощник главного ученого секретаря
- Научно-координационное управление
- Отдел научного прогнозирования и маркетинга
  - Отдел научно-медицинской информации
  - Патентно-лицензионный отдел
- Лечебно-профилактическое управление
- Управление международных связей
- Финансово-экономическое управление
- Отдел бухгалтерского учета и отчетности
  - Контрольно-ревизионная группа
- Отдел кадров, докторантуры и аспирантуры
- Отдел из контроля выполнения и делопроизводства
- Управление строительства, эксплуатации, снабжение и комплектации
- Административно-хозяйственный отдел

### Действительные члены (академики) НАМН Украины

#### Актуальный список академиков
| Академик НАМНУ                   | Дата рождения    | Дата избрания    | Специальность                                                  | Сайт НАМНУ |
| -------------------------------- | ---------------- | ---------------- | -------------------------------------------------------------- | ---------- |
| Андрейчин, Михаил Антонович      | 22 февраля 1940  | 31 мая 2017      | военная эпидемиология, инфекционные болезни                    |            |
| Антипкин, Юрий Геннадьевич       | 26 июня 1950     | 4 июля 2007      | педиатрия                                                      |            |
| Базыка, Дмитрий Анатольевич      | 7 ноября 1952    | 31 мая 2017      | радиационная медицина, радиационная безопасность               |            |
| Беловол, Александр Николаевич    | 11 января 1962   | 23 мая 2012      | клиническая фармакология                                       |            |
| Бойко, Валерий Владимирович      | 16 февраля 1961  | 16 сентября 2021 | хирургия                                                       |            |
| Бондаренко, Виктор Александрович | 18 октября 1931  | 22 марта 1993    | хирургия                                                       |            |
| Бутенко, Геннадий Михайлович     | 21 августа 1932  | 25 марта 1994    | патологическая физиология                                      |            |
| Веселовская, Зоя Фёдоровна       | 4 мая 1950       | 16 сентября 2021 | офтальмология                                                  |            |
| Возианов, Сергей Александрович   | 18 октября 1960  | 16 сентября 2021 | урология                                                       |            |
| Возианова, Жанна Ивановна        | 6 февраля 1937   | 4 октября 2002   | инфекционные болезни                                           |            |
| Вороненко, Юрий Васильевич       | 20 января 1950   | 28 декабря 2011  | гигиена                                                        |            |
| Гайко, Георгий Васильевич        | 21 декабря 1936  | 23 мая 2012      | травматология и ортопедия                                      |            |
| Головенко, Николай Яковлевич     | 3 апреля 1942    | 22 марта 1993    | фармакология                                                   |            |
| Гринь, Владислав Константинович  | 5 декабря 1961   | 4 июля 2007      | регенеративная медицина                                        |            |
| Дячук, Дмитрий Дмитриевич        | 23 сентября 1958 | 16 сентября 2021 | социальная медицина                                            |            |
| Заболотный, Дмитрий Ильич        | 8 ноября 1947    | 13 сентября 2010 | оториноларингология                                            |            |
| Запорожан, Валерий Николаевич    | 2 марта 1947     | 4 июля 2000      | акушерство и гинекология                                       |            |
| Зименковский, Борис Семёнович    | 18 апреля 1940   | 31 мая 2017      | фармакохимия, синтез новых биологически активных веществ       |            |
| Каминский, Вячеслав Владимирович | 14 марта 1963    | 17 сентября 2021 | акушерство и гинекология                                       |            |
| Караченцев, Юрий Иванович        | 17 ноября 1957   | 17 сентября 2021 | хирургическая эндокринология                                   |            |
| Коваленко, Владимир Николаевич   | 2 февраля 1949   | 13 сентября 2010 | кардиология                                                    |            |
| Комиссаренко, Сергей Васильевич  | 9 июля 1943      | 22 марта 1993    | иммунология                                                    |            |
| Кордюм, Виталий Арнольдович      | 31 июля 1931     | 4 июля 2000      | медицинская генетика                                           |            |
| Кресюн, Валентин Иосифович       | 13 ноября 1941   | 16 сентября 2021 | фармакология                                                   |            |
| Лазоришинец, Василий Васильевич  | 25 мая 1957      | 31 мая 2017      | травматология и ортопедия                                      |            |
| Лоскутов, Александр Евгеньевич   | 26 мая 1950      | 31 мая 2017      | педиатрия                                                      |            |
| Лурин, Игорь Анатольевич         | 18 июня 1968     | 16 сентября 2021 | научно-медицинское обеспечение ВС и правоохранительных органов |            |
| Мороз, Василий Максимович        | 2 февраля 1942   | 13 сентября 2010 | физиология                                                     |            |
| Москаленко, Виталий Фёдорович    | 25 февраля 1949  | 13 сентября 2010 | социальная гигиена                                             |            |
| Никоненко, Александр Семёнович   | 9 ноября 1941    | 23 мая 2012      | трансплантология                                               |            |
| Педаченко, Евгений Георгиевич    | 21 октября 1949  | 28 декабря 2011  | нейрохирургия                                                  |            |
| Перцева, Татьяна Алексеевна      | 26 марта 1952    | 16 сентября 2021 | терапия                                                        |            |
| Резников, Александр Григорьевич  | 12 ноября 1939   | 28 декабря 2011  | патологическая физиология                                      |            |
| Романенко, Алина Михайловна      | 25 июля 1938     | 4 июля 2000      | патологическая анатомия                                        |            |
| Романенко, Анатолий Ефимович     | 15 декабря 1928  | 8 апреля 1997    | радиационная медицина                                          |            |
| Руденко, Анатолий Викторович     | 1 января 1955    | 31 мая 2017      | хирургия коронарных сосудов                                    |            |
| Сердюк, Андрей Михайлович        | 24 декабря 1938  | 4 июля 2007      | медицинская экология                                           |            |
| Тронько, Николай Дмитриевич      | 28 февраля 1944  | 13 сентября 2010 | радиационная эндокринология                                    |            |
| Усенко, Александр Юрьевич        | 3 октября 1962   | 16 сентября 2021 | общая и неотложная хирургия                                    |            |
| Фещенко, Юрий Иванович           | 2 мая 1949       | 8 апреля 1997    | пульмонология и фтизиатрия                                     |            |
| Цымбалюк, Виталий Иванович       | 26 января 1947   | 13 сентября 2010 | нейротрансплантология                                          |            |
| Широбоков, Владимир Павлович     | 5 апреля 1942    | 23 мая 2012      | микробиология, вирусология                                     |            |
| Яворовский, Александр Петрович   | 13 октября 1951  | 31 мая 2017      | токсикология, химическая безопасность                          |            |

Количество академиков в данном списке — 43, в том числе женщин — 4. Старший по возрасту из них — радиолог Анатолий Ефимович Романенко (род. 1928), младший — военный врач Игорь Анатольевич Лурин (род. 1968).

#### Список умерших академиков
1. Амосов, Николай Михайлович (1913—2002)
2. Безруков, Владислав Викторович (1940—2023)
3. Бондарь, Григорий Васильевич (1932—2014)
4. Визир, Анатолий Дмитриевич (1929—2002)
5. Возианов, Александр Фёдорович (1938—2018)
6. Гончарук, Евгений Игнатович (1930—2004)
7. Дзяк, Георгий Викторович (1945—2016)
8. Ефимов, Андрей Семёнович (1928—2017)
9. Зербино, Дмитрий Деонисович[2] (1926—2023)
10. Зозуля, Юрий Афанасьевич (1927—2021)
11. Казаков, Валерий Николаевич  (1938—2019)
12. Кнышов, Геннадий Васильевич (1934—2015)
13. Комиссаренко, Василий Павлович (1907—1993)
14. Корж, Алексей Александрович (1924—2010)
15. Коркушко, Олег Васильевич (1929—2024)
16. Костюк, Платон Григорьевич (1924—2010)
17. Кундиев, Юрий Ильич (1927—2017)
18. Лобенко, Анатолий Александрович (1937—2020)
19. Лукьянова, Елена Михайловна (1923—2014)
20. Майданник, Виталий Григорьевич (1957—2020)
21. Малая, Любовь Трофимовна (1919—2003)
22. Навакатикян, Александр Оганесович (1925—2006)
23. Павловский, Михаил Петрович (1930—2013)
24. Пирог, Любомир Антонович (1931—2021)
25. Розенфельд, Леонид Георгиевич[укр.] (1930—2016)
26. Спиженко, Юрий Прокофьевич[укр.] (1950—2010)
27. Трахтенберг, Исаак Михайлович (1923—2023)
28. Фомин, Пётр Дмитриевич (1939—2020)
29. Фролькис, Владимир Вениаминович (1924—1999)
30. Шалимов, Александр Алексеевич (1918—2006)

### Государственные учреждения НАМН Украины
- Институт гастроэнтерологии НАМН Украины
- Институт гематологии и трансфузиологии НАМН Украины
- Институт генетической и регенеративной медицины НАМН Украины
- Институт геронтологии НАМН Украины
- Институт гигиены и медицинской экологии им. А. Н. Марзеева НАМН Украины
- Институт глазных болезней и тканевой терапии имени В. П. Филатова АМН Украины
- Институт дерматологии и венерологии НАМН Украины
- Институт общей и неотложной хирургии НАМН Украины
- Институт кардиологии имени академика Н. Д. Стражеско НАМН Украины
- Институт медицины труда НАМН Украины
- Институт неврологии, психиатрии и наркологии НАМН Украины
- Институт нейрохирургии имени А. П. Ромоданова НАМН Украины
- Институт неотложной и восстановительной хирургии им. В. К. Гусака НАМН Украины
- Институт нефрологии НАМН Украины
- Институт патологии крови и трансфузионной медицины НАМН Украины
- Институт педиатрии, акушерства и гинекологии НАМН Украины
- Институт терапии НАМН Украины
- Институт эндокринологии и обмена веществ им. В. П. Комиссаренко НАМН Украины
- Институт эпидемиологии и инфекционных болезней им. Л. В. Громашевского НАМН Украины
- Институт стоматологии и челюстно-лицевой хирургии НАМН Украины
- Институт травматологии и ортопедии НАМН Украины
- Институт медицинской радиологии им. С. П. Григорьева НАМН Украины
- Институт охраны здоровья детей и подростков НАМН Украины

24 февраля 2010 года был издан Указ Президента Украины № 255/2010 «О предоставлении Академии медицинских наук Украины статуса национальной»:
«Учитывая весомый вклад Академии медицинских наук Украины в развитие медицинской науки, проведение фундаментальных и прикладных научных исследований в области медицины и фармации, подготовку научных кадров, постановляю:
Предоставить Академии медицинских наук Украины статус национального и в дальнейшем именовать её — Национальная академия медицинских наук Украины».
Президент Украины
Виктор Ющенко 